# Het Horror Hospitaal
Het Horror Hospitaal (The Hostile Hospital) is het achtste deel in de Ellendige avonturen-serie en is net als de andere delen geschreven door Lemony Snicket.

## Verhaal
Na een bezoek te hebben gebracht aan de Laatste Kans Bazaar worden de kinderen opgepikt door een busje van de Vrijwillige Bestrijders van Aandoeningen (V.B.A.). Het motto van deze vrijwilligers is Geen nieuws is goed nieuws, een opluchting voor de kinderen, want anders zouden de mensen in Het Snipperdagblad hebben gelezen dat ze moordenaars waren.
De bestelbus stopt bij het Heimlich Hospitaal, een ziekenhuis dat maar voor de helft af is. In het hospitaal proberen de V.B.A. mensen op te vrolijken met liedjes en hartvormige ballonnen. De wezen gaan in het archief van het ziekenhuis werken, waar ze te maken krijgen met de aardige Hal. In het archief staat informatie over alles en omdat ze meer informatie willen over de brand waarbij hun ouders omkwamen en wie Jacques Snicket was, leiden ze Hal om de tuin. Ze vinden echter alleen de 13e pagina uit het Baudelaire-dossier; een foto van Jacques Snicket, een onbekende man en hun ouders. Onder de foto las Claus:
"Vanwege het bewijsmateriaal dat op pagina negen vermeld staat, vermoeden deskundigen nu dat er mogelijk een overlevende van de brand is, maar het is onbekend waar deze overlevende zich zou bevinden."
Op dat moment stapt Esmé Zooi echter het archief binnen. Met het omduwen van kasten veroorzaakt ze een domino-effect. Claus en Roosje vluchten via een koker, maar Violet blijkt te groot te zijn en wordt gepakt. Op de intercom meldt het nieuwe hoofdpersoneelszaken, Mattathias - die de kinderen al snel herkenden als Olaf - dat er een cranio-ectomie (onthoofding) zal worden uitgevoerd op een 14-jarig meisje. Claus en Roosje ontdekken dat "Laura V. Bleediotie" een anagram is van "Violet Baudelaire" en sporen op die manier hun zus op.
De jongste twee Baudelaires doen zich voor als dokter en komen zo de operatiekamer binnen. Violet is verdoofd, maar dankzij het tijdrekken van Claus en Roosje komt ze weer bij bewustzijn. Claus duwt de brancard, met daarop Violet en Roosje, zo snel mogelijk voor zich uit en ze verschuilen zich in de voorraadkast. Violet gebruikt een leeg soepblik om als een intercom te klinken en meldt iedereen dat de Baudelaires zijn gesignaleerd in de onaffe vleugel van het ziekenhuis. Vervolgens ontsnappen ze uit het gebouw door met elastiekjes naar buiten te bungeejumpen. Ze verschuilen zich in de kofferbak van Olafs auto, waar ze kunnen ademen door enkele kogelgaten.